# Trigonostemon stellaris
Trigonostemon stellaris là một loài thực vật có hoa trong họ Đại kích. Loài này được (Gagnep.) Airy Shaw miêu tả khoa học đầu tiên năm 1978.